# Fernando Solanas

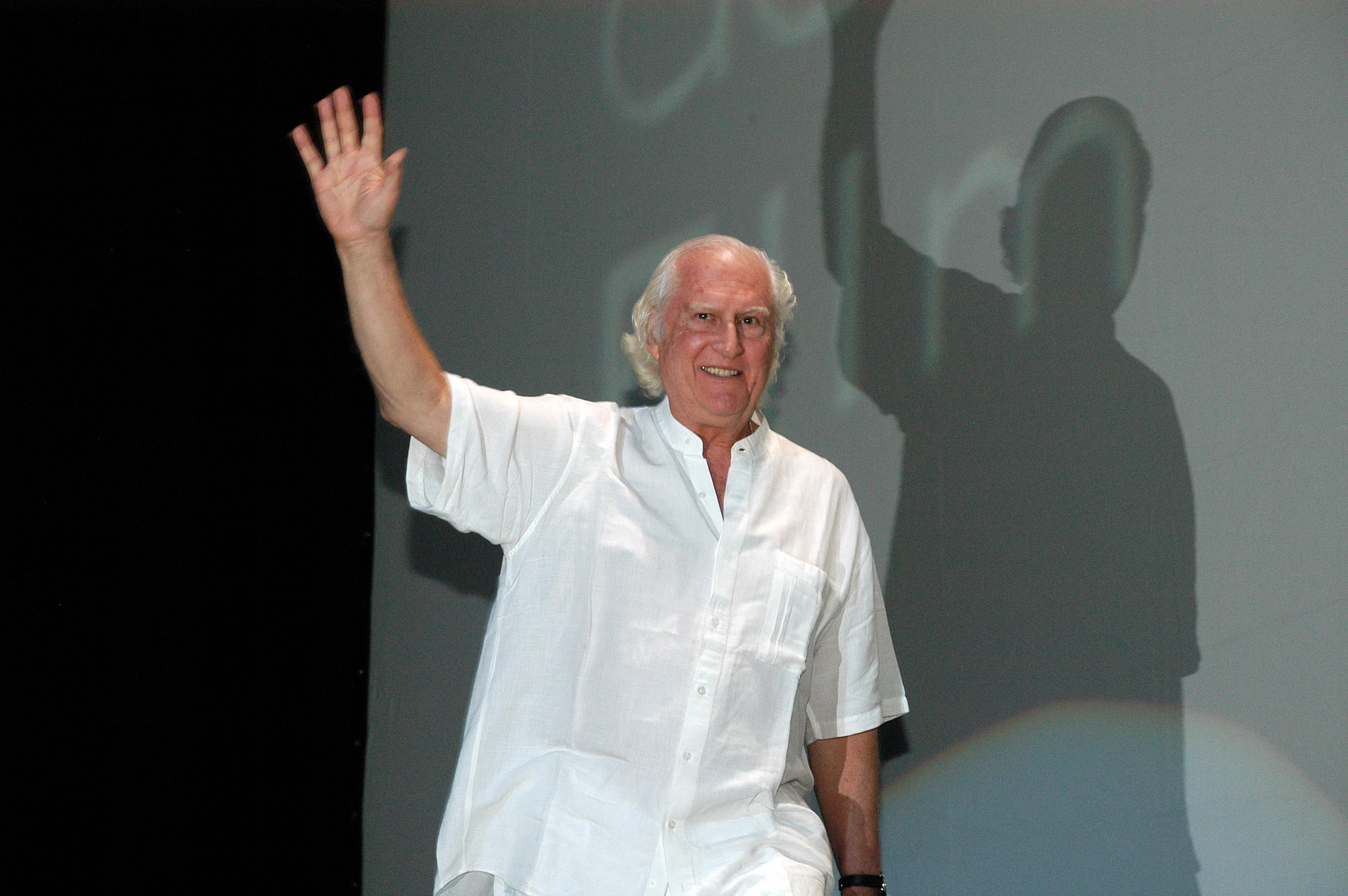
Pino Solanas

Fernando Eqequiel 'Pino' Solanas (* 16. února 1936 Olivos, Buenos Aires - 6. listopadu 2020 Paříž) byl argentinský filmový režisér, dokumentarista, scenárista a politik. Mezi jeho díla patří Hodina výhně (1968), Tanga… Gardelův exil (1985) nebo Argentina skrytá (2007).
V mládí vystudoval divadlo, hudbu a práva. K filmu se dostal v roce 1961 krátkým snímkem Seguir andando. Byl v popředí „Grupo Cine Liberación“ (volně přeloženo jako skupina za osvobození filmu), který revoltoval argentinskou kinematografii v průběhu 70. let. Podněcoval sociální povědomí a byl v Argentině i politický velmi vlivný, především byl hodně aktivní při podpoře Juana Peróna. V polovině 70. let byl zastrašován silami pravého křídla, jeden z jeho herců byl zavražděn a on sám se téměř stal obětí únosu.
Společně s Octaviem Geinem napsal manifest Towards the third cinema. Tento manifest na rozdíl od kinematografie Hollywoodu a evropské auterury, inspiroval filmaře v mnoha rozvojových zemích.
V důsledku zastrašování a v obavách o svůj život se v roce 1976 rozhodl odejít do exilu v Paříži. Do Argentiny se vrátil až s tamním příchodem demokracie v roce 1983. Své pocity a zkušenosti přenesl na plátno v poloautobiografickém filmu Tanga… Gardelův exil.
V roce 1992 se ucházel o post senátora za Buenos Aires, ale dostal pouze 7% hlasů. O rok později byl zvolen státním zástupcem
V roce 2019 převzal roli argentinského velvyslance v UNESCU, kterou mu nabídl prezident Alberto Fernández. Dne 5. října 2020 přijal papež František. V polovině října na své sociální síti oznámil, že on a jeho žena mají pozitivní test na covid-19. O několik dní později bylo oznámeno, že se jeho zdravotní stav zhoršil a byl převezen na intenzivní terapeutické oddělení v nemocnici v Paříži, kde vykonával svoji roli velvyslance v UNESCO.
Filmař a politik Fernando Solanas zemřel 6. listopadu 2020 ve věku 84 let.
Jeho syn, Juan Solanas, je též filmovým režisérem.

## Dílo
- Hodina výhně (La Hora de los Hornos: Notas y testimonios sobre el neocolonialismo, la violencia y la liberación, 1968)
- Tanga… Gardelův exil (Tangos, el exilio de Gardel, 1985)
- Jih (Sur, 1988)
- Cesta (El Viaje, 1992)
- Skromnost žádných (La Dignidas de los nadies, 2005)

## Ocenění
Prvním celovečerním filmem, díky kterému stoupl do povědomí veřejnosti, byla Hodina výhně - dokumentární film o nové vlně kolonializmu a násilí v Jižní Americe. Film vyhrál několik mezinárodních cen a byl promítán po celém světě. Solanas vyhrál zvláštní cenu poroty na festivalu v Benátkách a Zlatou palmu na festivalu v Cannes. V roce 2004 získal Zlatého medvěda na Berlínském filmovém festivalu. Celkem je držitelem 24 různých cen a 10 nominací.